# Цолга
Цо́лга (бур. Суулга) — улус в Мухоршибирском районе Бурятии. Административный центр сельского поселения «Цолгинское».

## География
Расположен в 47 км к западу от районного центра — села Мухоршибирь, на левом берегу реки Сухары, в 6 км выше впадения в неё реки Тугнуй.

## Население
| 2002 | 2010 |
| ---- | ---- |
| 922  | ↘737 |

## Достопримечательности
Близ села расположен буддийский храм Цолгинского дацана «Сунграб Шейраблинг», освящённый и открытый 9 октября 2021 года. Заложен он был ещё в 2008 году, когда в Республике Бурятия прошел благотворительный концерт по сбору средств на восстановление Цолгинского дацана. Цолгинский дацан, возведённый в 1830 году на средства, полученные от добровольных пожертвований верующих, являлся одним из первых буддийских монастырей в России. В XIX веке храм, где работали приходское училище, типография, литейная мастерская, считался центром духовной жизни Забайкалья. В 1930-е годы XX века он был разрушен до основания. Исторический Цогчен Дуган (главный храм) восстановлен силами монахов и местных жителей по чертежам и фотографиям из архивов

## Археология
Археологический памятник представлен писаницами, которые располагаются в 4 км севернее с. Цолга. Рисунки выполнены красной охрой.
В общую художественную композицию входят изображения птиц, оградки с пятнами и антропоморфные фигурки.

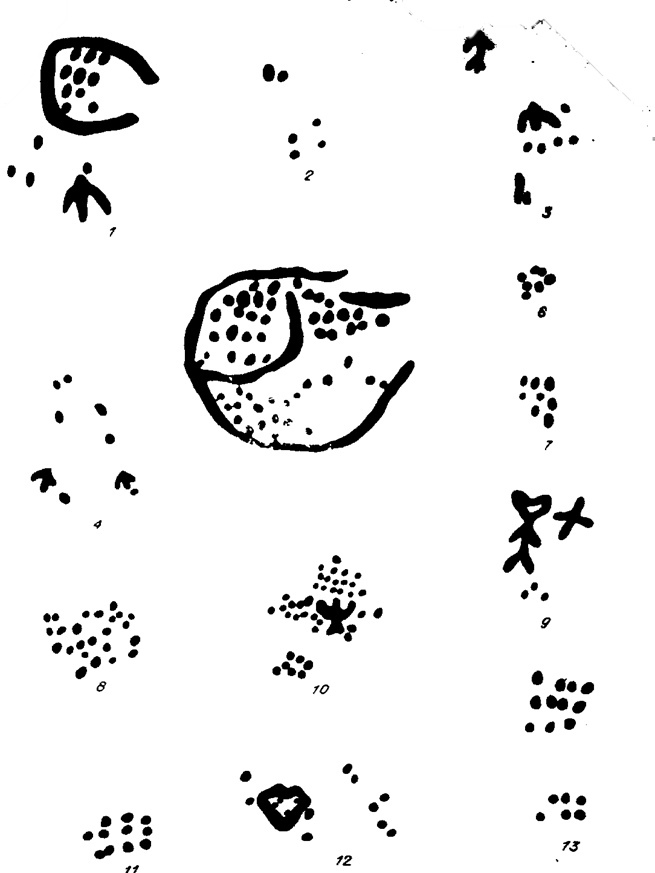
Копии древних изображений

## Известные люди
В Цолге настоятелем местного дацана работал Ринчен Номтоев — (1821—1907) — бурятский просветитель, филолог-монголист, писатель, переводчик, буддийский духовный деятель.